# Elezioni comunali in Toscana del 2019
Le elezioni comunali in Toscana del 2019 si tennero il 26 maggio, con ballottaggio il 10 giugno.

## Riepilogo sindaci eletti
Coalizione di centro-sinistra
     Coalizione di centro-destra
     Movimento 5 Stelle
     Liste civiche
| Provincia | Comune                      | Popolazione legale (censimento 2011) | Sindaco uscente | Sindaco uscente           | Sindaco eletto | Sindaco eletto           | Primo turno | Primo turno | Secondo turno | Secondo turno | Seggi   |
| Provincia | Comune                      | Popolazione legale (censimento 2011) | Sindaco uscente | Sindaco uscente           | Sindaco eletto | Sindaco eletto           | Voti        | %           | Voti          | %             | Seggi   |
| --------- | --------------------------- | ------------------------------------ | --------------- | ------------------------- | -------------- | ------------------------ | ----------- | ----------- | ------------- | ------------- | ------- |
| Arezzo    | Cortona                     | 22.495                               |                 | Francesca Basanieri (PD)  |                | Luciano Meoni (Ind.)     | 5.348       | 43,19       | 6.024         | 51,7          | 10 / 16 |
| Arezzo    | San Giovanni Valdarno       | 16.890                               |                 | Maurizio Viligiardi (PD)  |                | Valentina Vadi (PD)      | 4.184       | 45,42       | 3.923         | 54,58         | 10 / 16 |
| Firenze   | Firenze                     | 368.079                              |                 | Dario Nardella (PD)       |                | Dario Nardella (PD)      | 109.728     | 57,05       | —             | —             | 22 / 36 |
| Firenze   | Bagno a Ripoli              | 25.403                               |                 | Francesco Casini (PD)     |                | Francesco Casini (PD)    | 9.802       | 67,33       | —             | —             | 12 / 16 |
| Firenze   | Borgo San Lorenzo           | 18.184                               |                 | Paolo Omoboni (PD)        |                | Paolo Omoboni (PD)       | 4.343       | 44,22       | 4.268         | 64,01         | 10 / 16 |
| Firenze   | Calenzano                   | 16.637                               |                 | Alessio Biagioli (PD)     |                | Riccardo Prestini (PD)   | 5.342       | 53,44       | —             | —             | 10 / 16 |
| Firenze   | Castelfiorentino            | 17.489                               |                 | Alessio Falorni (PD)      |                | Alessio Falorni (PD)     | 6.263       | 69,47       | —             | —             | 12 / 16 |
| Firenze   | Certaldo                    | 15.935                               |                 | Giacomo Cucini (PD)       |                | Giacomo Cucini (PD)      | 6.224       | 72,55       | —             | —             | 12 / 16 |
| Firenze   | Empoli                      | 46.541                               |                 | Brenda Barnini (PD)       |                | Brenda Barnini (PD)      | 13.960      | 56,54       | —             | —             | 15 / 24 |
| Firenze   | Figline e Incisa Valdarno   | 23.124                               |                 | Giulia Mugnai (PD)        |                | Giulia Mugnai (PD)       | 4.426       | 34,41       | 5.100         | 51,45         | 7 / 16  |
| Firenze   | Fucecchio                   | 22.785                               |                 | Alessio Spinelli (PD)     |                | Alessio Spinelli (PD)    | 6.691       | 59,46       | —             | —             | 10 / 16 |
| Firenze   | Lastra a Signa              | 18.960                               |                 | Angela Bagni (PD)         |                | Angela Bagni (PD)        | 6.305       | 62,03       | —             | —             | 10 / 16 |
| Firenze   | Pontassieve                 | 20.529                               |                 | Monica Marini (PD)        |                | Monica Marini (PD)       | 7.770       | 68,04       | —             | —             | 12 / 16 |
| Firenze   | San Casciano in Val di Pesa | 16.883                               |                 | Massimiliano Pescini (PD) |                | Roberto Ciappi (PD)      | 6.838       | 70,92       | —             | —             | 12 / 16 |
| Firenze   | Scandicci                   | 49.765                               |                 | Sandro Fallani (PD)       |                | Sandro Fallani (PD)      | 16.284      | 59,35       | —             | —             | 16 / 24 |
| Firenze   | Signa                       | 17.451                               |                 | Alberto Cristianini (PD)  |                | Giampiero Fossi (PD)     | 4.207       | 46,67       | 4.059         | 65,71         | 10 / 16 |
| Grosseto  | Follonica                   | 21.479                               |                 | Andrea Benini (PD)        |                | Andrea Benini (PD)       | 5.864       | 50,00       | —             | —             | 10 / 16 |
| Livorno   | Livorno                     | 157.052                              |                 | Filippo Nogarin (M5S)     |                | Luca Salvetti (Ind.)     | 28.503      | 34,2        | 42.186        | 63,32         | 20 / 32 |
| Livorno   | Cecina                      | 27.992                               |                 | Samuele Lippi (PD)        |                | Samuele Lippi (PD)       | 7.363       | 48,57       | 7.195         | 56,47         | 10 / 16 |
| Livorno   | Collesalvetti               | 16.707                               |                 | Lorenzo Bacci (PD)        |                | Adelio Antolini (PD)     | 2.969       | 33,43       | 3.769         | 60,23         | 10 / 16 |
| Livorno   | Piombino                    | 34.419                               |                 | Massimo Giuliani (PD)     |                | Francesco Ferrari (FdI)  | 8.911       | 48,02       | 10.411        | 64,27         | 15 / 24 |
| Livorno   | Rosignano Marittimo         | 31.752                               |                 | Alessandro Franchi (PD)   |                | Daniele Donati (PD)      | 5.847       | 35,83       | 6.705         | 56,48         | 15 / 24 |
| Lucca     | Capannori                   | 44.898                               |                 | Luca Menesini (PD)        |                | Luca Menesini (PD)       | 14.039      | 56,65       | -             | -             | 15 / 24 |
| Lucca     | Massarosa                   | 22.330                               |                 | Franco Mungai (NpM)       |                | Alberto Coluccini (Ind.) | 6.357       | 51,73       | -             | -             | 10 / 16 |
| Pisa      | Pontedera                   | 28.061                               |                 | Simone Millozzi (PD)      |                | Matteo Franconi (PD)     | 7.111       | 47,26       | 6.868         | 51,62         | 10 / 16 |
| Pisa      | San Giuliano Terme          | 31.103                               |                 | Sergio Di Maio (PD)       |                | Sergio Di Maio (PD)      | 9.537       | 54,05       | -             | -             | 15 / 24 |
| Pisa      | San Miniato                 | 27.585                               |                 | Vittorio Gabbanini (PD)   |                | Simone Giglioli (PD)     | 7.006       | 45,86       | 7.090         | 58,5          | 10 / 16 |
| Pistoia   | Monsummano Terme            | 20.767                               |                 | Rinaldo Vanni (PD)        |                | Simona De Caro (PD)      | 4.300       | 39,23       | 4.538         | 52,38         | 10 / 16 |
| Pistoia   | Montecatini Terme           | 19.674                               |                 | Giuseppe Bellandi (PD)    |                | Luca Baroncini (LSP)     | 5.812       | 57,8        | -             | -             | 10 / 16 |
| Prato     | Prato                       | 185.456                              |                 | Matteo Biffoni (PD)       |                | Matteo Biffoni (PD)      | 42.316      | 47,16       | 42.199        | 56,12         | 20 / 32 |
| Siena     | Colle di Val d'Elsa         | 21.256                               |                 | Paolo Canocchi (SpC)      |                | Alessandro Donati (PD)   | 4.512       | 38,78       | 5.401         | 60,08         | 10 / 16 |
| Siena     | Poggibonsi                  | 28.952                               |                 | David Bussagli (PD)       |                | David Bussagli (PD)      | 9.170       | 59,3        | -             | -             | 10 / 16 |

## Arezzo

### Cortona
| Candidati                                      | Candidati                                | Voti                        | %     | Liste                 | Voti   | %     | Seggi |
| ---------------------------------------------- | ---------------------------------------- | --------------------------- | ----- | --------------------- | ------ | ----- | ----- |
|                                                | Luciano Meoni Accede al ballottaggio     | 5.348                       | 43,19 | Lega                  | 2.424  | 19,97 | 5     |
| Futuro per Cortona                             | Luciano Meoni Accede al ballottaggio     | 5.348                       | 43,19 | 1.694                 | 13,95  | 3     |       |
| Forza Italia                                   | Luciano Meoni Accede al ballottaggio     | 5.348                       | 43,19 | 632                   | 5,21   | 1     |       |
| Fratelli d'Italia-Alleanza Civica              | Luciano Meoni Accede al ballottaggio     | 5.348                       | 43,19 | 534                   | 4,40   | 1     |       |
|                                                | Andrea Bernardini Accede al ballottaggio | 5.741                       | 46,37 | Partito Democratico   | 4.042  | 33,29 | 5     |
| Cortona per Bernardini                         | Andrea Bernardini Accede al ballottaggio | 5.741                       | 46,37 | 750                   | 6,18   | -     |       |
| Cortona Civica                                 | Andrea Bernardini Accede al ballottaggio | 5.741                       | 46,37 | 550                   | 4,53   | -     |       |
| Partito Socialista Italiano-Liberi per Cortona | Andrea Bernardini Accede al ballottaggio | 5.741                       | 46,37 | 246                   | 2,03   | -     |       |
| Seggio al candidato sindaco                    | Seggio al candidato sindaco              | Seggio al candidato sindaco | 46,37 | 1                     |        |       |       |
|                                                | Luca Donzelli                            | 918                         | 7,41  | Movimento 5 Stelle    | 918    | 7,56  | -     |
|                                                | Mauro Turenci                            | 375                         | 3,03  | Cortona Patria Nostra | 351    | 2,89  | -     |
| Totale                                         | Totale                                   | 12.382                      | 100   |                       | 12.141 | 100   | 16    |

### San Giovanni Valdarno
| Candidati                              | Candidati                                | Voti                        | %     | Liste                  | Voti  | %     | Seggi |
| -------------------------------------- | ---------------------------------------- | --------------------------- | ----- | ---------------------- | ----- | ----- | ----- |
|                                        | Valentina Vadi Accede al ballottaggio    | 4.184                       | 45,42 | Valentina Vadi Sindaco | 1.931 | 22,22 | 5     |
| Partito Democratico-Liberi e Uguali    | Valentina Vadi Accede al ballottaggio    | 4.184                       | 45,42 | 1.787                  | 20,56 | 5     |       |
| Ambiente Scuola Cultura Giovani        | Valentina Vadi Accede al ballottaggio    | 4.184                       | 45,42 | 187                    | 2,15  | -     |       |
|                                        | Francesco Carbini Accede al ballottaggio | 2.582                       | 28,03 | Carbini Sindaco        | 1.132 | 13,03 | 1     |
| Liste Civiche per San Giovanni         | Francesco Carbini Accede al ballottaggio | 2.582                       | 28,03 | 808                    | 9,30  | 1     |       |
| San Giovanni Bene Comune               | Francesco Carbini Accede al ballottaggio | 2.582                       | 28,03 | 322                    | 3,71  | -     |       |
| Sì amo San Giovanni                    | Francesco Carbini Accede al ballottaggio | 2.582                       | 28,03 | 156                    | 1,80  | -     |       |
| Seggio al candidato sindaco            | Seggio al candidato sindaco              | Seggio al candidato sindaco | 28,03 | 1                      |       |       |       |
|                                        | Roberto Martini                          | 1.426                       | 15,48 | Lega                   | 909   | 10,46 | 1     |
| Forza Italia-Per Un'Altra San Giovanni | Roberto Martini                          | 1.426                       | 15,48 | 210                    | 2,42  | -     |       |
| Fratelli d'Italia                      | Roberto Martini                          | 1.426                       | 15,48 | 131                    | 1,51  | -     |       |
| San Giovanni in Salute                 | Roberto Martini                          | 1.426                       | 15,48 | 122                    | 1,40  | -     |       |
| Seggio al candidato sindaco            | Seggio al candidato sindaco              | Seggio al candidato sindaco | 15,48 | 1                      |       |       |       |
|                                        | Tommaso Pierazzi                         | 1.020                       | 11,07 | Movimento 5 Stelle     | 995   | 11,45 | 1     |
| Totale                                 | Totale                                   | 9.212                       | 100   |                        | 8.690 | 100   | 16    |

## Firenze

### Firenze
| Candidati                                | Candidati                   | Voti                        | %     | Liste                 | Voti    | %     | Seggi |
| ---------------------------------------- | --------------------------- | --------------------------- | ----- | --------------------- | ------- | ----- | ----- |
|                                          | Dario Nardella ✔️ Sindaco   | 109.728                     | 57,05 | Partito Democratico   | 74.020  | 41,23 | 19    |
| Nardella Sindaco                         | Dario Nardella ✔️ Sindaco   | 109.728                     | 57,05 | 14.914                | 8,31    | 3     |       |
| +Europa                                  | Dario Nardella ✔️ Sindaco   | 109.728                     | 57,05 | 3.257                 | 1,81    | -     |       |
| Avanti Firenze                           | Dario Nardella ✔️ Sindaco   | 109.728                     | 57,05 | 3.127                 | 1,74    | -     |       |
| Firenze + Verde                          | Dario Nardella ✔️ Sindaco   | 109.728                     | 57,05 | 2.591                 | 1,44    | -     |       |
| Sinistra Civica                          | Dario Nardella ✔️ Sindaco   | 109.728                     | 57,05 | 2.436                 | 1,36    | -     |       |
|                                          | Ubaldo Bocci                | 47.690                      | 24,79 | Lega                  | 25.922  | 14,44 | 6     |
| Forza Italia                             | Ubaldo Bocci                | 47.690                      | 24,79 | 7.629                 | 4,25    | 2     |       |
| Fratelli d'Italia - Firenze in Movimento | Ubaldo Bocci                | 47.690                      | 24,79 | 7.617                 | 4,24    | 1     |       |
| Bocci Sindaco                            | Ubaldo Bocci                | 47.690                      | 24,79 | 3.036                 | 1,69    | -     |       |
| PLI - UDC - Attiva Firenze               | Ubaldo Bocci                | 47.690                      | 24,79 | 1.412                 | 0,79    | -     |       |
| Seggio al candidato sindaco              | Seggio al candidato sindaco | Seggio al candidato sindaco | 24,79 | 1                     |         |       |       |
|                                          | Antonella Bundu             | 14.016                      | 7,29  | Firenze Città Aperta  | 5.596   | 3,12  | 1     |
| Sinistra Italiana                        | Antonella Bundu             | 14.016                      | 7,29  | 4.056                 | 2,26    | -     |       |
| Potere al Popolo!                        | Antonella Bundu             | 14.016                      | 7,29  | 3.384                 | 1,88    | -     |       |
| Seggio al candidato sindaco              | Seggio al candidato sindaco | Seggio al candidato sindaco | 7,29  | 1                     |         |       |       |
|                                          | Roberto De Blasi            | 12.692                      | 6,60  | Movimento 5 Stelle    | 12.574  | 7,00  | 2     |
|                                          | Andres Lasso                | 3.493                       | 1,82  | Federazione dei Verdi | 3.410   | 1,90  | -     |
|                                          | Fabrizio Valleri            | 1.562                       | 0,81  | Libera Firenze        | 1.452   | 0,81  | -     |
|                                          | Gabriele Giacomelli         | 1.358                       | 0,71  | Partito Comunista     | 1.335   | 0,74  | -     |
|                                          | Saverio Di Giulio           | 972                         | 0,51  | CasaPound             | 919     | 0,51  | -     |
|                                          | Mustafa Watte               | 831                         | 0,43  | Punto e a Capo        | 836     | 0,47  | -     |
| Totale                                   | Totale                      | 192.342                     | 100   |                       | 179.523 | 100   | 36    |

### Bagno a Ripoli
| Candidati                       | Candidati                   | Voti                        | %     | Liste                            | Voti   | %     | Seggi |
| ------------------------------- | --------------------------- | --------------------------- | ----- | -------------------------------- | ------ | ----- | ----- |
|                                 | Francesco Casini ✔️ Sindaco | 9.802                       | 67,33 | Partito Democratico              | 6.580  | 46,01 | 9     |
| Cittadini di Bagno a Ripoli     | Francesco Casini ✔️ Sindaco | 9.802                       | 67,33 | 2.093                            | 14,64  | 3     |       |
| Sinistra Civica                 | Francesco Casini ✔️ Sindaco | 9.802                       | 67,33 | 574                              | 4,01   | -     |       |
| Per la Sinistra, Liberi, Uguali | Francesco Casini ✔️ Sindaco | 9.802                       | 67,33 | 370                              | 2,59   | -     |       |
|                                 | Alberto Acanfora            | 3.039                       | 20,88 | Lega                             | 2.388  | 16,70 | 2     |
| Forza Italia                    | Alberto Acanfora            | 3.039                       | 20,88 | 628                              | 4,39   | -     |       |
| Seggio al candidato sindaco     | Seggio al candidato sindaco | Seggio al candidato sindaco | 20,88 | 1                                |        |       |       |
|                                 | Sonia Redini                | 1.031                       | 7,08  | Cittadinanza Attiva              | 999    | 6,99  | 1     |
|                                 | Antonio Matteini            | 480                         | 3,30  | Potere al Popolo!                | 467    | 3,27  | -     |
|                                 | Manuela Ciriello            | 206                         | 1,42  | La Sinistra per Ciriello Sindaco | 202    | 1,41  | -     |
| Totale                          | Totale                      | 14.558                      | 100   |                                  | 14.301 | 100   | 16    |

### Borgo San Lorenzo
| Candidati                   | Candidati                            | Voti                        | %     | Liste                                     | Voti  | %     | Seggi |
| --------------------------- | ------------------------------------ | --------------------------- | ----- | ----------------------------------------- | ----- | ----- | ----- |
|                             | Paolo Omoboni Accede al ballottaggio | 4.343                       | 44,22 | Partito Democratico                       | 3.194 | 33,39 | 8     |
| Civicamente                 | Paolo Omoboni Accede al ballottaggio | 4.343                       | 44,22 | 654                                       | 6,84  | 1     |       |
| Città Aperta                | Paolo Omoboni Accede al ballottaggio | 4.343                       | 44,22 | 434                                       | 4,54  | 1     |       |
|                             | Luca Margheri Accede al ballottaggio | 2.208                       | 22,48 | Lega                                      | 1.453 | 15,19 | 2     |
| Cambiamo Insieme            | Luca Margheri Accede al ballottaggio | 2.208                       | 22,48 | 675                                       | 7,06  | -     |       |
| Seggio al candidato sindaco | Seggio al candidato sindaco          | Seggio al candidato sindaco | 22,48 | 1                                         |       |       |       |
|                             | Leonardo Romagnoli                   | 1.971                       | 20,07 | Borgo in Comune-Alternativa a Sinistra    | 1.871 | 19,56 | 2     |
|                             | Marco Giovannini                     | 693                         | 7,06  | Movimento 5 Stelle                        | 699   | 7,31  | 1     |
|                             | Davide Galeotti                      | 450                         | 4,58  | Forza Italia                              | 435   | 4,55  | -     |
|                             | Luciano Ferri                        | 157                         | 1,60  | Ferri Luciano Liga Sindaco Un Nuovo Borgo | 152   | 1,59  | -     |
| Totale                      | Totale                               | 9.822                       | 100   |                                           | 9.567 | 100   | 16    |

### Calenzano
| Candidati                   | Candidati                    | Voti                        | %     | Liste                  | Voti  | %     | Seggi |
| --------------------------- | ---------------------------- | --------------------------- | ----- | ---------------------- | ----- | ----- | ----- |
|                             | Riccardo Prestini ✔️ Sindaco | 5.342                       | 53,44 | Partito Democratico    | 3.948 | 40,40 | 8     |
| Calenzano Futura            | Riccardo Prestini ✔️ Sindaco | 5.342                       | 53,44 | 1.287                  | 13,17 | 2     |       |
|                             | Americo D'Elia               | 2.312                       | 23,13 | Lega                   | 1.845 | 18,88 | 2     |
| Fratelli d'Italia           | Americo D'Elia               | 2.312                       | 23,13 | 435                    | 4,45  | -     |       |
| Seggio al candidato sindaco | Seggio al candidato sindaco  | Seggio al candidato sindaco | 23,13 | 1                      |       |       |       |
|                             | Marco Venturini              | 1.938                       | 19,39 | Sinistra per Calenzano | 1.373 | 14,05 | 2     |
| Per la Mia Città            | Marco Venturini              | 1.938                       | 19,39 | 492                    | 5,03  | -     |       |
| Seggio al candidato sindaco | Seggio al candidato sindaco  | Seggio al candidato sindaco | 19,39 | 1                      |       |       |       |
|                             | Biancastella Maienza         | 404                         | 4,04  | Forza Italia           | 392   | 4,01  | -     |
| Totale                      | Totale                       | 9.996                       | 100   |                        | 9.772 | 100   | 20    |

### Castelfiorentino
| Candidati                   | Candidati                   | Voti                        | %     | Liste                 | Voti  | %     | Seggi |
| --------------------------- | --------------------------- | --------------------------- | ----- | --------------------- | ----- | ----- | ----- |
|                             | Alessio Falorni ✔️ Sindaco  | 6.263                       | 69,47 | Partito Democratico   | 5.008 | 56,56 | 10    |
| Noi per Castello            | Alessio Falorni ✔️ Sindaco  | 6.263                       | 69,47 | 615                   | 6,95  | 1     |       |
| Cittadini a Sinistra        | Alessio Falorni ✔️ Sindaco  | 6.263                       | 69,47 | 526                   | 5,94  | 1     |       |
|                             | Susi Giglioli               | 1.947                       | 21,60 | Lega                  | 1.638 | 18,50 | 2     |
| Insieme per Cambiare        | Susi Giglioli               | 1.947                       | 21,60 | 273                   | 3,08  | -     |       |
| Seggio al candidato sindaco | Seggio al candidato sindaco | Seggio al candidato sindaco | 21,60 | 1                     |       |       |       |
|                             | Fabrizio Macchi             | 638                         | 7,08  | Movimento 5 Stelle    | 631   | 7,13  | 1     |
|                             | Damiano Ghiozzi             | 167                         | 1,85  | Federazione dei Verdi | 164   | 1,85  | -     |
| Totale                      | Totale                      | 9.015                       | 100   |                       | 8.855 | 100   | 16    |

### Certaldo
| Candidati                                                   | Candidati                   | Voti                        | %     | Liste                    | Voti  | %     | Seggi |
| ----------------------------------------------------------- | --------------------------- | --------------------------- | ----- | ------------------------ | ----- | ----- | ----- |
|                                                             | Giacomo Cucini ✔️ Sindaco   | 6.224                       | 72,55 | Partito Democratico      | 4.767 | 57,45 | 10    |
| Sarà Certaldo                                               | Giacomo Cucini ✔️ Sindaco   | 6.224                       | 72,55 | 947                      | 11,41 | 2     |       |
| Altrapolitica                                               | Giacomo Cucini ✔️ Sindaco   | 6.224                       | 72,55 | 250                      | 3,01  | -     |       |
|                                                             | Damiano Baldini             | 1.936                       | 22,57 | Lega                     | 1.558 | 18,78 | 3     |
| Forza Italia                                                | Damiano Baldini             | 1.936                       | 22,57 | 263                      | 3,17  | -     |       |
| Unione di Centro-Fratelli d'Italia-Il Popolo della Famiglia | Damiano Baldini             | 1.936                       | 22,57 | 98                       | 1,18  | -     |       |
| Seggio al candidato sindaco                                 | Seggio al candidato sindaco | Seggio al candidato sindaco | 22,57 | 1                        |       |       |       |
|                                                             | Massimo Bruni               | 419                         | 4,88  | Certaldo Cambia Certaldo | 415   | 5,00  | -     |
| Totale                                                      | Totale                      | 8.579                       | 100   |                          | 8.298 | 100   | 16    |

### Empoli
| Candidati                                                                       | Candidati                   | Voti                        | %     | Liste                 | Voti   | %     | Seggi |
| ------------------------------------------------------------------------------- | --------------------------- | --------------------------- | ----- | --------------------- | ------ | ----- | ----- |
|                                                                                 | Brenda Barnini ✔️ Sindaco   | 13.960                      | 56,54 | Partito Democratico   | 9.637  | 39,90 | 11    |
| Questa è Empoli                                                                 | Brenda Barnini ✔️ Sindaco   | 13.960                      | 56,54 | 3.391                 | 14,04  | 4     |       |
| Radici & Futuro (Empoli di Sinistra-Empoli + Verde)                             | Brenda Barnini ✔️ Sindaco   | 13.960                      | 56,54 | 593                   | 2,46   | -     |       |
|                                                                                 | Andrea Poggianti            | 6.389                       | 25,87 | Lega                  | 3.479  | 14,41 | 3     |
| Poggianti Sindaco (Fratelli d'Italia-Unione di Centro-Il Popolo della Famiglia) | Andrea Poggianti            | 6.389                       | 25,87 | 1.711                 | 7,08   | 1     |       |
| Forza Italia                                                                    | Andrea Poggianti            | 6.389                       | 25,87 | 676                   | 2,80   | -     |       |
| La Mia Empoli                                                                   | Andrea Poggianti            | 6.389                       | 25,87 | 416                   | 1,72   | -     |       |
| Seggio al candidato sindaco                                                     | Seggio al candidato sindaco | Seggio al candidato sindaco | 25,87 | 1                     |        |       |       |
|                                                                                 | Beatrice Cioni              | 2.224                       | 9,01  | #FabbricaComuneEmpoli | 1.089  | 4,51  | 1     |
| Empoli Ecologista                                                               | Beatrice Cioni              | 2.224                       | 9,01  | 594                   | 2,46   | -     |       |
| Empoli Civica                                                                   | Beatrice Cioni              | 2.224                       | 9,01  | 449                   | 1,86   | -     |       |
| Seggio al candidato sindaco                                                     | Seggio al candidato sindaco | Seggio al candidato sindaco | 9,01  | 1                     |        |       |       |
|                                                                                 | Anna Baldi                  | 2.119                       | 8,58  | Movimento 5 Stelle    | 2.115  | 8,76  | 2     |
| Totale                                                                          | Totale                      | 24.692                      | 100   |                       | 24.150 | 100   | 24    |

### Figline e Incisa Valdarno
| Candidati                                           | Candidati                             | Voti                        | %     | Liste                                                                                            | Voti   | %     | Seggi |
| --------------------------------------------------- | ------------------------------------- | --------------------------- | ----- | ------------------------------------------------------------------------------------------------ | ------ | ----- | ----- |
|                                                     | Giulia Mugnai Accede al ballottaggio  | 4.426                       | 34,41 | Partito Democratico                                                                              | 3.504  | 28,16 | 6     |
| Sì con Figline e Incisa                             | Giulia Mugnai Accede al ballottaggio  | 4.426                       | 34,41 | 588                                                                                              | 4,72   | 1     |       |
| La Sinistra-Liberi e Uguali                         | Giulia Mugnai Accede al ballottaggio  | 4.426                       | 34,41 | 258                                                                                              | 2,07   | -     |       |
|                                                     | Silvio Pittori Accede al ballottaggio | 3.222                       | 25,05 | Lega                                                                                             | 2.388  | 19,19 | 3     |
| Crederci Insieme-Fratelli d'Italia-Unione di Centro | Silvio Pittori Accede al ballottaggio | 3.222                       | 25,05 | 447                                                                                              | 3,59   | -     |       |
| Forza Italia                                        | Silvio Pittori Accede al ballottaggio | 3.222                       | 25,05 | 302                                                                                              | 2,43   | -     |       |
| Seggio al candidato sindaco                         | Seggio al candidato sindaco           | Seggio al candidato sindaco | 25,05 | 1                                                                                                |        |       |       |
|                                                     | Daniele Raspini                       | 2.720                       | 21.14 | Per Figline Incisa                                                                               | 1.209  | 9,71  | 1     |
| Figline e Incisa in Comune                          | Daniele Raspini                       | 2.720                       | 21.14 | 819                                                                                              | 6,58   | 1     |       |
| Ideacomune                                          | Daniele Raspini                       | 2.720                       | 21.14 | 510                                                                                              | 4,10   | -     |       |
| Seggio al candidato sindaco                         | Seggio al candidato sindaco           | Seggio al candidato sindaco | 21.14 | 1                                                                                                |        |       |       |
|                                                     | Lorenzo Oscar Naimi                   | 1.304                       | 10,14 | Movimento 5 Stelle                                                                               | 1.271  | 10,21 | 1     |
|                                                     | Cristina Simoni                       | 901                         | 7,00  | Cristina Simoni Sindaco                                                                          | 522    | 4,19  | -     |
| Salvare il Serristori                               | Cristina Simoni                       | 901                         | 7,00  | 248                                                                                              | 1,99   | -     |       |
| Uniti per Simoni Sindaco                            | Cristina Simoni                       | 901                         | 7,00  | 101                                                                                              | 0,81   | -     |       |
| Seggio al candidato sindaco                         | Seggio al candidato sindaco           | Seggio al candidato sindaco | 7,00  | 1                                                                                                |        |       |       |
|                                                     | Lorena Tosin                          | 291                         | 2,26  | Sinistra per l'Alternativa (Partito Comunista Italiano-Rifondazione Comunista-Potere al Popolo!) | 278    | 2,23  | -     |
| Totale                                              | Totale                                | 12.864                      | 100   |                                                                                                  | 12.445 | 100   | 16    |

### Fucecchio
| Candidati                               | Candidati                   | Voti                        | %     | Liste               | Voti   | %     | Seggi |
| --------------------------------------- | --------------------------- | --------------------------- | ----- | ------------------- | ------ | ----- | ----- |
|                                         | Alessio Spinelli ✔️ Sindaco | 6.691                       | 59,46 | Partito Democratico | 4.918  | 44.58 | 9     |
| #Orgoglio Fucecchiese                   | Alessio Spinelli ✔️ Sindaco | 6.691                       | 59,46 | 1.050               | 9,52   | 1     |       |
| Insieme per Fucecchio                   | Alessio Spinelli ✔️ Sindaco | 6.691                       | 59,46 | 289                 | 2,62   | -     |       |
| La Sinistra per Fucecchio               | Alessio Spinelli ✔️ Sindaco | 6.691                       | 59,46 | 286                 | 2,59   | -     |       |
|                                         | Sabrina Ramello             | 2.273                       | 20,69 | Lega                | 2.072  | 18,78 | 3     |
| Forza Italia-Unione di Centro-Nuovo PSI | Sabrina Ramello             | 2.273                       | 20,69 | 597                 | 5,41   | 1     |       |
| Fratelli d'Italia                       | Sabrina Ramello             | 2.273                       | 20,69 | 320                 | 2,90   | -     |       |
| Seggio al candidato sindaco             | Seggio al candidato sindaco | Seggio al candidato sindaco | 20,69 | 1                   |        |       |       |
|                                         | Fabrizia Morelli            | 647                         | 5,75  | Movimento 5 Stelle  | 644    | 5,84  | -     |
|                                         | Valentina Carmignani        | 473                         | 4,20  | Fucecchio Rinasce   | 466    | 4,22  | -     |
|                                         | Manuele Vannucci            | 394                         | 3,50  | Diritti in Comune   | 391    | 3,54  | -     |
| Totale                                  | Totale                      | 11.252                      | 100   |                     | 11.033 | 100   | 16    |

### Lastra a Signa
| Candidati                   | Candidati                   | Voti                        | %     | Liste                       | Voti  | %     | Seggi |
| --------------------------- | --------------------------- | --------------------------- | ----- | --------------------------- | ----- | ----- | ----- |
|                             | Angela Bagni ✔️ Sindaco     | 6.305                       | 62,03 | Partito Democratico         | 4.812 | 48,17 | 8     |
| Lastra Civica               | Angela Bagni ✔️ Sindaco     | 6.305                       | 62,03 | 703                         | 7,04  | 1     |       |
| Sinistra per Lastra         | Angela Bagni ✔️ Sindaco     | 6.305                       | 62,03 | 672                         | 6,73  | 1     |       |
|                             | Paolo Giovannini            | 2.979                       | 29,31 | Lega                        | 2.006 | 20,08 | 3     |
| Forza Italia                | Paolo Giovannini            | 2.979                       | 29,31 | 590                         | 5,91  | 1     |       |
| Fratelli d'Italia           | Paolo Giovannini            | 2.979                       | 29,31 | 347                         | 3,47  | -     |       |
| Seggio al candidato sindaco | Seggio al candidato sindaco | Seggio al candidato sindaco | 29,31 | 1                           |       |       |       |
|                             | Pietro Milanesi             | 880                         | 8,66  | Partito Socialista Italiano | 859   | 8,60  | 1     |
| Totale                      | Totale                      | 10.164                      | 100   |                             | 9.989 | 100   | 16    |

### Pontassieve
| Candidati                   | Candidati                   | Voti                        | %     | Liste               | Voti   | %     | Seggi |
| --------------------------- | --------------------------- | --------------------------- | ----- | ------------------- | ------ | ----- | ----- |
|                             | Monica Marini ✔️ Sindaco    | 7.770                       | 68,04 | Partito Democratico | 5.172  | 46,57 | 8     |
| Monica Marini Sindaca       | Monica Marini ✔️ Sindaco    | 7.770                       | 68,04 | 2.373               | 21,37  | 4     |       |
|                             | Cecilia Cappelletti         | 2.374                       | 20,79 | Lega                | 1.903  | 17,13 | 2     |
| Forza Italia                | Cecilia Cappelletti         | 2.374                       | 20,79 | 414                 | 3.73   | -     |       |
| Seggio al candidato sindaco | Seggio al candidato sindaco | Seggio al candidato sindaco | 20,79 | 1                   |        |       |       |
|                             | Simone Gori                 | 1.275                       | 11,17 | Movimento 5 Stelle  | 1.244  | 11,20 | 1     |
| Totale                      | Totale                      | 11.419                      | 100   |                     | 11.106 | 100   | 16    |

### San Casciano in Val di Pesa
| Candidati                      | Candidati                   | Voti                        | %     | Liste               | Voti  | %     | Seggi |
| ------------------------------ | --------------------------- | --------------------------- | ----- | ------------------- | ----- | ----- | ----- |
|                                | Roberto Ciappi ✔️ Sindaco   | 6.781                       | 72,28 | Partito Democratico | 5.265 | 55,70 | 10    |
| Lista Volpe                    | Roberto Ciappi ✔️ Sindaco   | 6.781                       | 72,28 | 767                 | 8,11  | 1     |       |
| Sinistra per San Casciano      | Roberto Ciappi ✔️ Sindaco   | 6.781                       | 72,28 | 667                 | 7,06  | 1     |       |
|                                | Daniela Manzoli             | 1.918                       | 19,89 | Lega                | 1.348 | 14,26 | 2     |
| Centrodestra per l'Alternativa | Daniela Manzoli             | 1.918                       | 19,89 | 533                 | 5,64  | -     |       |
| Seggio al candidato sindaco    | Seggio al candidato sindaco | Seggio al candidato sindaco | 19,89 | 1                   |       |       |       |
|                                | Luigi Venzi                 | 886                         | 9,19  | San Casciano Civica | 872   | 9,23  | 1     |
| Totale                         | Totale                      | 9.642                       | 100   |                     | 9.452 | 100   | 16    |

### Scandicci
| Candidati                     | Candidati                   | Voti                        | %     | Liste                      | Voti   | %     | Seggi |
| ----------------------------- | --------------------------- | --------------------------- | ----- | -------------------------- | ------ | ----- | ----- |
|                               | Sandro Fallani ✔️ Sindaco   | 16.284                      | 59,35 | Partito Democratico        | 11.049 | 41,43 | 12    |
| Sandro Fallani Sindaco        | Sandro Fallani ✔️ Sindaco   | 16.284                      | 59,35 | 3.383                      | 12,68  | 3     |       |
| Scandicci a Sinistra          | Sandro Fallani ✔️ Sindaco   | 16.284                      | 59,35 | 921                        | 3,45   | 1     |       |
| Il Colore del Rispetto        | Sandro Fallani ✔️ Sindaco   | 16.284                      | 59,35 | 446                        | 1,67   | -     |       |
|                               | Leonardo Batistini          | 6.953                       | 25,34 | Lega                       | 4.678  | 17,54 | 4     |
| Forza Italia-Unione di Centro | Leonardo Batistini          | 6.953                       | 25,34 | 1.207                      | 4,53   | 1     |       |
| Fratelli d'Italia             | Leonardo Batistini          | 6.953                       | 25,34 | 881                        | 3,30   | -     |       |
| Seggio al candidato sindaco   | Seggio al candidato sindaco | Seggio al candidato sindaco | 25,34 | 1                          |        |       |       |
|                               | Bruno Francesco Tallarico   | 2.358                       | 8,59  | Movimento 5 Stelle         | 2.355  | 8,83  | 2     |
|                               | Chiara De Lucia             | 877                         | 3,20  | Aria che Mancava           | 814    | 3,05  | -     |
|                               | Enzo Bellocci               | 695                         | 2,53  | Partito Comunista Italiano | 673    | 2,52  | -     |
|                               | Matteo Daddi                | 271                         | 0,99  | CasaPound                  | 264    | 0,99  | -     |
| Totale                        | Totale                      | 27.438                      | 100   |                            | 26.671 | 100   | 24    |

### Signa
| Candidati                   | Candidati                                 | Voti                        | %     | Liste                                     | Voti  | %     | Seggi |
| --------------------------- | ----------------------------------------- | --------------------------- | ----- | ----------------------------------------- | ----- | ----- | ----- |
|                             | Giampiero Fossi Accede al ballottaggio    | 4.207                       | 46,67 | Partito Democratico                       | 2.963 | 33,56 | 8     |
| Noi Siamo Signa             | Giampiero Fossi Accede al ballottaggio    | 4.207                       | 46,67 | 426                                       | 4,83  | 1     |       |
| Fare Insieme                | Giampiero Fossi Accede al ballottaggio    | 4.207                       | 46,67 | 370                                       | 4,19  | 1     |       |
| Progressisti per Signa      | Giampiero Fossi Accede al ballottaggio    | 4.207                       | 46,67 | 342                                       | 3,87  | -     |       |
|                             | Vincenzo De Franco Accede al ballottaggio | 2.250                       | 24,96 | Lega                                      | 1.712 | 19,39 | 2     |
| Fratelli d'Italia           | Vincenzo De Franco Accede al ballottaggio | 2.250                       | 24,96 | 315                                       | 3,57  | -     |       |
| Forza Italia                | Vincenzo De Franco Accede al ballottaggio | 2.250                       | 24,96 | 163                                       | 1,85  | -     |       |
| Seggio al candidato sindaco | Seggio al candidato sindaco               | Seggio al candidato sindaco | 24,96 | 1                                         |       |       |       |
|                             | Matteo Mannelli                           | 1.801                       | 19,98 | Uniti per Signa                           | 1.804 | 20,43 | 2     |
| Seggio al candidato sindaco | Seggio al candidato sindaco               | Seggio al candidato sindaco | 19,98 | 1                                         |       |       |       |
|                             | Valentina Quattrone                       | 486                         | 5,39  | Sinistra per Signa-Rifondazione Comunista | 473   | 5,36  | -     |
|                             | Giorgio Pippucci                          | 271                         | 3,01  | Giorgio Pippucci Sindaco                  | 261   | 2,96  | -     |
| Totale                      | Totale                                    | 9.015                       | 100   |                                           | 8.829 | 100   | 16    |

Ballottaggio
| Candidati | Candidati                  | Voti  | %     |
| --------- | -------------------------- | ----- | ----- |
|           | Gianpiero Fossi ✔️ Sindaco | 4.059 | 65,71 |
|           | Vincenzo De Franco         | 2.118 | 34,29 |
| Totale    | Totale                     | 6.303 |       |

## Grosseto

### Follonica
| Candidati                       | Candidati                   | Voti                        | %     | Liste                      | Voti   | %     | Seggi |
| ------------------------------- | --------------------------- | --------------------------- | ----- | -------------------------- | ------ | ----- | ----- |
|                                 | Andrea Benini ✔️ Sindaco    | 5.864                       | 50,00 | Partito Democratico        | 3.101  | 27,69 | 6     |
| Andrea Benini Sindaco           | Andrea Benini ✔️ Sindaco    | 5.864                       | 50,00 | 1.793                      | 16,01  | 3     |       |
| Follonica a Sinistra            | Andrea Benini ✔️ Sindaco    | 5.864                       | 50,00 | 548                        | 4,89   | 1     |       |
| Follonica per l'Europa Federale | Andrea Benini ✔️ Sindaco    | 5.864                       | 50,00 | 117                        | 1,04   | -     |       |
|                                 | Massimo Di Giacinto         | 4.635                       | 39,52 | Lega                       | 1.791  | 15,99 | 2     |
| Massimo Di Giacinto Sindaco     | Massimo Di Giacinto         | 4.635                       | 39,52 | 1.082                      | 9,66   | 1     |       |
| Fratelli d'Italia               | Massimo Di Giacinto         | 4.635                       | 39,52 | 821                        | 7,33   | 1     |       |
| Forza Italia                    | Massimo Di Giacinto         | 4.635                       | 39,52 | 728                        | 6,50   | 1     |       |
| Seggio al candidato sindaco     | Seggio al candidato sindaco | Seggio al candidato sindaco | 39,52 | 1                          |        |       |       |
|                                 | Francesco De Luca           | 698                         | 5,95  | In Movimento per Follonica | 690    | 6,16  | -     |
|                                 | Pierluigi Versari           | 235                         | 2,00  | Follonica nel Cuore        | 233    | 2,08  | -     |
|                                 | Dario Bibbiani              | 149                         | 1,27  | Partito Comunista Italiano | 151    | 1,35  | -     |
|                                 | Alessandro Berardi          | 146                         | 1,24  | CasaPound                  | 143    | 1,28  | -     |
| Totale                          | Totale                      | 11.727                      | 100   |                            | 11.198 | 100   | 16    |

## Livorno

### Livorno
| Candidati                   | Candidati                            | Voti                        | %     | Liste                           | Voti   | %     | Seggi |
| --------------------------- | ------------------------------------ | --------------------------- | ----- | ------------------------------- | ------ | ----- | ----- |
|                             | Luca Salvetti Accede al ballottaggio | 28.503                      | 34,20 | Partito Democratico             | 23.919 | 29,60 | 18    |
| Futuro!                     | Luca Salvetti Accede al ballottaggio | 28.503                      | 34,20 | 2.172                           | 2,69   | 1     |       |
| #Casa Livorno               | Luca Salvetti Accede al ballottaggio | 28.503                      | 34,20 | 1.611                           | 1,99   | 1     |       |
| Articolo Uno                | Luca Salvetti Accede al ballottaggio | 28.503                      | 34,20 | 526                             | 0,65   | -     |       |
|                             | Andrea Romiti Accede al ballottaggio | 22.201                      | 26,64 | Lega                            | 16.417 | 20,32 | 5     |
| Fratelli d'Italia           | Andrea Romiti Accede al ballottaggio | 22.201                      | 26,64 | 2.632                           | 3,26   | -     |       |
| Forza Italia                | Andrea Romiti Accede al ballottaggio | 22.201                      | 26,64 | 2.233                           | 2,76   | -     |       |
| Livorno in Movimento        | Andrea Romiti Accede al ballottaggio | 22.201                      | 26,64 | 327                             | 0,40   | -     |       |
| Seggio al candidato sindaco | Seggio al candidato sindaco          | Seggio al candidato sindaco | 26,64 | 1                               |        |       |       |
|                             | Stella Sorgente                      | 13.661                      | 16,39 | Movimento 5 Stelle              | 13.398 | 16,58 | 3     |
|                             | Marco Bruciati                       | 11.917                      | 14,30 | Buongiorno Livorno              | 6.653  | 8,23  | 1     |
| Potere al Popolo!           | Marco Bruciati                       | 11.917                      | 14,30 | 4.030                           | 4,99   | 1     |       |
| Seggio al candidato sindaco | Seggio al candidato sindaco          | Seggio al candidato sindaco | 14,30 | 1                               |        |       |       |
|                             | Marco Cannito                        | 2.203                       | 2,64  | La Sinistra per Cannito Sindaco | 1.438  | 1,78  | -     |
| Città Diversa               | Marco Cannito                        | 2.203                       | 2,64  | 669                             | 0,83   | -     |       |
|                             | Barbara La Comba                     | 1.687                       | 2,02  | Per Livorno Insieme             | 1.646  | 2,04  | -     |
|                             | Luigi Moggia                         | 1.400                       | 1,68  | Partito Comunista Italiano      | 1.400  | 1,73  | -     |
|                             | Carina Vitulano                      | 1.151                       | 1,38  | Livorno in Comune               | 1.119  | 1,38  | -     |
|                             | Ina Dhimgjini                        | 622                         | 0,75  | Livorno a Misura                | 610    | 0,75  | -     |
| Totale                      | Totale                               | 83.345                      | 100   |                                 | 80.800 | 100   | 32    |

Ballottaggio
| Candidati | Candidati                | Voti   | %     |
| --------- | ------------------------ | ------ | ----- |
|           | Luca Salvetti ✔️ Sindaco | 42.186 | 63,32 |
|           | Andrea Romiti            | 24.440 | 36,68 |
| Totale    | Totale                   | 66.626 |       |

### Cecina
| Candidati                                 | Candidati                                 | Voti                        | %     | Liste               | Voti   | %     | Seggi |
| ----------------------------------------- | ----------------------------------------- | --------------------------- | ----- | ------------------- | ------ | ----- | ----- |
|                                           | Samuele Lippi Accede al ballottaggio      | 7.363                       | 48,57 | Partito Democratico | 4.812  | 32,79 | 7     |
| Pro-Positivi X Cecina                     | Samuele Lippi Accede al ballottaggio      | 7.363                       | 48,57 | 770                 | 5,25   | 1     |       |
| 16 Giovani Idee in Comune                 | Samuele Lippi Accede al ballottaggio      | 7.363                       | 48,57 | 687                 | 4,68   | 1     |       |
| Movimento Civico Cecinese                 | Samuele Lippi Accede al ballottaggio      | 7.363                       | 48,57 | 602                 | 4,10   | 1     |       |
| Centro Sinistra Noi Riformisti per Cecina | Samuele Lippi Accede al ballottaggio      | 7.363                       | 48,57 | 251                 | 1,71   | -     |       |
|                                           | Federico Pazzaglia Accede al ballottaggio | 5.762                       | 38,01 | Lega                | 3.672  | 25,02 | 3     |
| Forza Italia                              | Federico Pazzaglia Accede al ballottaggio | 5.762                       | 38,01 | 1.016               | 6,92   | 1     |       |
| Fratelli d'Italia                         | Federico Pazzaglia Accede al ballottaggio | 5.762                       | 38,01 | 564                 | 3,84   | -     |       |
| Insieme Cecina Marina Palazzi             | Federico Pazzaglia Accede al ballottaggio | 5.762                       | 38,01 | 373                 | 2,54   | -     |       |
| Seggio al candidato sindaco               | Seggio al candidato sindaco               | Seggio al candidato sindaco | 38,01 | 1                   |        |       |       |
|                                           | Michele Ferretti                          | 1.558                       | 10,28 | Movimento 5 Stelle  | 1.503  | 10,24 | 1     |
|                                           | Pamela Tovani                             | 340                         | 2,24  | Cecina Civica       | 219    | 1,49  | -     |
| Progetto Cecina                           | Pamela Tovani                             | 340                         | 2,24  | 81                  | 0,55   | -     |       |
|                                           | Fulvio Landi                              | 136                         | 0,90  | Cecina Cambia       | 126    | 0,86  | -     |
| Totale                                    | Totale                                    | 15.159                      | 100   |                     | 14.676 | 100   | 16    |

### Collesalvetti
| Candidati                   | Candidati                              | Voti                        | %     | Liste                        | Voti  | %     | Seggi |
| --------------------------- | -------------------------------------- | --------------------------- | ----- | ---------------------------- | ----- | ----- | ----- |
|                             | Adelio Antolini Accede al ballottaggio | 2.969                       | 33,43 | Partito Democratico          | 2.405 | 27,32 | 8     |
| Collesalvetti Civica        | Adelio Antolini Accede al ballottaggio | 2.969                       | 33,43 | 540                          | 6,13  | 2     |       |
|                             | Anna Berretta Accede al ballottaggio   | 2.261                       | 25,46 | Lega                         | 1.814 | 20,61 | 2     |
| Fratelli d'Italia           | Anna Berretta Accede al ballottaggio   | 2.261                       | 25,46 | 223                          | 2,53  | -     |       |
| Forza Italia                | Anna Berretta Accede al ballottaggio   | 2.261                       | 25,46 | 206                          | 2,34  | -     |       |
| Seggio al candidato sindaco | Seggio al candidato sindaco            | Seggio al candidato sindaco | 25,46 | 1                            |       |       |       |
|                             | Emanuele Marcis                        | 1.576                       | 17,75 | Cittadini in Comune          | 1.562 | 17,74 | 2     |
|                             | Daniele Rossi                          | 1.405                       | 15,82 | Movimento 5 Stelle           | 1.394 | 15,84 | 1     |
|                             | Luca Chiappe                           | 321                         | 3,61  | La Sinistra di Collesalvetti | 315   | 3,58  | -     |
|                             | Stefano Friani                         | 197                         | 2,22  | Partito Comunista Italiano   | 196   | 2,23  | -     |
|                             | Vittorio Rocchi                        | 151                         | 1,70  | Democrazia Indipendente      | 148   | 1,68  | -     |
| Totale                      | Totale                                 | 8.880                       | 100   |                              | 8.803 | 100   | 16    |

### Piombino
| Candidati                     | Candidati                                | Voti                        | %     | Liste                                | Voti   | %     | Seggi |
| ----------------------------- | ---------------------------------------- | --------------------------- | ----- | ------------------------------------ | ------ | ----- | ----- |
|                               | Francesco Ferrari Accede al ballottaggio | 8.911                       | 48,02 | Ferrari Sindaco                      | 3.133  | 17,82 | 6     |
| Lega                          | Francesco Ferrari Accede al ballottaggio | 8.911                       | 48,02 | 2.840                                | 16,15  | 6     |       |
| Forza Italia-Unione di Centro | Francesco Ferrari Accede al ballottaggio | 8.911                       | 48,02 | 774                                  | 4,40   | 1     |       |
| Lavoro & Ambiente             | Francesco Ferrari Accede al ballottaggio | 8.911                       | 48,02 | 673                                  | 3,83   | 1     |       |
| Ascolta Piombino              | Francesco Ferrari Accede al ballottaggio | 8.911                       | 48,02 | 516                                  | 2,93   | 1     |       |
| Fratelli d'Italia             | Francesco Ferrari Accede al ballottaggio | 8.911                       | 48,02 | 324                                  | 1,84   | -     |       |
|                               | Anna Tempestini Accede al ballottaggio   | 5.356                       | 28,87 | Partito Democratico                  | 4.139  | 23,54 | 5     |
| Anna per Piombino             | Anna Tempestini Accede al ballottaggio   | 5.356                       | 28,87 | 795                                  | 4,52   | -     |       |
| Futuro a Sinistra             | Anna Tempestini Accede al ballottaggio   | 5.356                       | 28,87 | 273                                  | 1,55   | -     |       |
| Seggio al candidato sindaco   | Seggio al candidato sindaco              | Seggio al candidato sindaco | 28,87 | 1                                    |        |       |       |
|                               | Daniele Pasquinelli                      | 2.069                       | 11,15 | Movimento 5 Stelle                   | 2.014  | 11,46 | 2     |
|                               | Fabrizio Callaioli                       | 1.306                       | 7,04  | Partito della Rifondazione Comunista | 1.242  | 7,06  | 1     |
|                               | Stefano Ferrini                          | 913                         | 4,92  | Spirito Libero                       | 858    | 4,88  | -     |
| Totale                        | Totale                                   | 18.555                      | 100   |                                      | 17.581 | 100   | 24    |

### Rosignano Marittimo
| Candidati                   | Candidati                               | Voti                        | %     | Liste                      | Voti   | %     | Seggi |
| --------------------------- | --------------------------------------- | --------------------------- | ----- | -------------------------- | ------ | ----- | ----- |
|                             | Daniele Donati Accede al ballottaggio   | 5.847                       | 35,83 | Partito Democratico        | 4.490  | 28,10 | 13    |
| In Comune                   | Daniele Donati Accede al ballottaggio   | 5.847                       | 35,83 | 659                        | 4,12   | 2     |       |
| Sinistra Unita              | Daniele Donati Accede al ballottaggio   | 5.847                       | 35,83 | 326                        | 2,04   | -     |       |
| Viviamo Rosignano           | Daniele Donati Accede al ballottaggio   | 5.847                       | 35,83 | 318                        | 1,99   | -     |       |
|                             | Donatella Di Dio Accede al ballottaggio | 4.504                       | 27,60 | Lega                       | 3.178  | 19,89 | 3     |
| Forza Italia                | Donatella Di Dio Accede al ballottaggio | 4.504                       | 27,60 | 697                        | 4,36   | -     |       |
| Fratelli d'Italia           | Donatella Di Dio Accede al ballottaggio | 4.504                       | 27,60 | 489                        | 3,06   | -     |       |
| Seggio al candidato sindaco | Seggio al candidato sindaco             | Seggio al candidato sindaco | 27,60 | 1                          |        |       |       |
|                             | Claudio Marabotti                       | 3.605                       | 22,09 | Rosignano nel Cuore        | 3.500  | 21,90 | 3     |
|                             | Mario Settino                           | 1.806                       | 11,07 | Movimento 5 Stelle         | 1.780  | 11,14 | 2     |
|                             | Paolo Bini                              | 448                         | 2,75  | Rosignano Migliore         | 437    | 2,73  | -     |
|                             | Riccardo Bertini                        | 109                         | 0,67  | Movimento Popolare Bertini | 105    | 0,66  | -     |
| Totale                      | Totale                                  | 16.319                      | 100   |                            | 15.979 | 100   | 24    |

## Lucca

### Capannori
| Candidati                   | Candidati                   | Voti                        | %     | Liste               | Voti   | %     | Seggi |
| --------------------------- | --------------------------- | --------------------------- | ----- | ------------------- | ------ | ----- | ----- |
|                             | Luca Menesini ✔️ Sindaco    | 14.039                      | 56,65 | Partito Democratico | 5.104  | 21,47 | 6     |
| Luca Menesini Sindaco       | Luca Menesini ✔️ Sindaco    | 14.039                      | 56,65 | 4.224               | 17,77  | 5     |       |
| +Capannori                  | Luca Menesini ✔️ Sindaco    | 14.039                      | 56,65 | 1.505               | 6,33   | 2     |       |
| Sinistra con Capannori      | Luca Menesini ✔️ Sindaco    | 14.039                      | 56,65 | 1.374               | 5,78   | 1     |       |
| Popolari e Moderati         | Luca Menesini ✔️ Sindaco    | 14.039                      | 56,65 | 1.247               | 5,25   | 1     |       |
|                             | Salvadore Bartolomei        | 8.411                       | 33,94 | Lega                | 4.847  | 20,39 | 5     |
| Forza Italia                | Salvadore Bartolomei        | 8.411                       | 33,94 | 1.206               | 5,07   | 1     |       |
| Fratelli d'Italia           | Salvadore Bartolomei        | 8.411                       | 33,94 | 1.072               | 4,51   | 1     |       |
| Svolta Comune               | Salvadore Bartolomei        | 8.411                       | 33,94 | 956                 | 4,02   | -     |       |
| Seggio al candidato sindaco | Seggio al candidato sindaco | Seggio al candidato sindaco | 33,94 | 1                   |        |       |       |
|                             | Simone Lunardi              | 2.013                       | 8,12  | Movimento 5 Stelle  | 1.930  | 8,12  | 1     |
|                             | Daniele Boschi              | 321                         | 1,30  | CasaPound           | 304    | 1,28  | -     |
| Totale                      | Totale                      | 24.784                      | 100   |                     | 23.769 | 100   | 24    |

### Massarosa
| Candidati                   | Candidati                      | Voti                        | %     | Liste                                      | Voti   | %     | Seggi |
| --------------------------- | ------------------------------ | --------------------------- | ----- | ------------------------------------------ | ------ | ----- | ----- |
|                             | Alberto Coluccini ✔️ Sindaco   | 6.357                       | 51,73 | Lega                                       | 3.074  | 25,96 | 6     |
| Forza Italia                | Alberto Coluccini ✔️ Sindaco   | 6.357                       | 51,73 | 1.437                                      | 12,14  | 2     |       |
| Civica Massarosa            | Alberto Coluccini ✔️ Sindaco   | 6.357                       | 51,73 | 1.164                                      | 9,83   | 2     |       |
| Fratelli d'Italia           | Alberto Coluccini ✔️ Sindaco   | 6.357                       | 51,73 | 465                                        | 3,93   | -     |       |
|                             | Francesco Mauro                | 2.827                       | 23,01 | Partito Democratico                        | 2.260  | 19,02 | 2     |
| Massarosa Futuro            | Francesco Mauro                | 2.827                       | 23,01 | 434                                        | 3,67   | -     |       |
| Seggio al candidato sindaco | Seggio al candidato sindaco    | Seggio al candidato sindaco | 23,01 | 1                                          |        |       |       |
|                             | Silvano Simonetti              | 1.602                       | 13,04 | Sinistra Comune-Federazione della Sinistra | 874    | 7,38  | 1     |
| Massarosa Domani            | Silvano Simonetti              | 1.602                       | 13,04 | 678                                        | 5,73   | -     |       |
| Seggio al candidato sindaco | Seggio al candidato sindaco    | Seggio al candidato sindaco | 13,04 | 1                                          |        |       |       |
|                             | Giovanni Renzo Vasco Merciadri | 1.068                       | 8,69  | Movimento 5 Stelle                         | 1.039  | 8,78  | 1     |
|                             | Denise Fruzzetti               | 434                         | 3,53  | CasaPound                                  | 415    | 3,51  | -     |
| Totale                      | Totale                         | 12.288                      | 100   |                                            | 11.840 | 100   | 16    |

## Pisa

### Ponsacco
| Candidati                                    | Candidati                                   | Voti                        | %     | Liste               | Voti  | %     | Seggi |
| -------------------------------------------- | ------------------------------------------- | --------------------------- | ----- | ------------------- | ----- | ----- | ----- |
|                                              | Francesca Brogi Accede al ballottaggio      | 3.820                       | 46,72 | Partito Democratico | 2.313 | 28,79 | 7     |
| Per Ponsacco                                 | Francesca Brogi Accede al ballottaggio      | 3.820                       | 46,72 | 971                 | 12,09 | 3     |       |
| Progetto Ponsacco                            | Francesca Brogi Accede al ballottaggio      | 3.820                       | 46,72 | 234                 | 2,91  | -     |       |
| Ponsacco Per L'Ambiente                      | Francesca Brogi Accede al ballottaggio      | 3.820                       | 46,72 | 206                 | 2,56  | -     |       |
|                                              | Federico D'Anniballe Accede al ballottaggio | 2.982                       | 36,47 | Lega                | 2.179 | 27,12 | 4     |
| Forza Italia                                 | Federico D'Anniballe Accede al ballottaggio | 2.982                       | 36,47 | 393                 | 4,89  | -     |       |
| Fratelli d'Italia-Ponsacco La Città di Tutti | Federico D'Anniballe Accede al ballottaggio | 2.982                       | 36,47 | 382                 | 4,75  | -     |       |
| Seggio al candidato sindaco                  | Seggio al candidato sindaco                 | Seggio al candidato sindaco | 36,47 | 1                   |       |       |       |
|                                              | Gianluigi Arrighini                         | 961                         | 11,75 | Movimento 5 Stelle  | 953   | 11,86 | 1     |
|                                              | Francesca Martini                           | 414                         | 5,06  | FarePonsacco        | 403   | 5,02  | -     |
| Totale                                       | Totale                                      | 8.177                       | 100   |                     | 8.034 | 100   | 16    |

### Pontedera
| Candidati                          | Candidati                              | Voti                        | %     | Liste                  | Voti   | %     | Seggi |
| ---------------------------------- | -------------------------------------- | --------------------------- | ----- | ---------------------- | ------ | ----- | ----- |
|                                    | Matteo Franconi Accede al ballottaggio | 7.111                       | 47,26 | Partito Democratico    | 4.233  | 28,96 | 7     |
| Corricon Matteo Franconi           | Matteo Franconi Accede al ballottaggio | 7.111                       | 47,26 | 1.287                  | 8,80   | 2     |       |
| Pontedera in Comune                | Matteo Franconi Accede al ballottaggio | 7.111                       | 47,26 | 850                    | 5,82   | 1     |       |
| Progetto Pontedera                 | Matteo Franconi Accede al ballottaggio | 7.111                       | 47,26 | 541                    | 3,70   | -     |       |
|                                    | Matteo Bagnoli Accede al ballottaggio  | 5.788                       | 38,47 | Lega                   | 3.908  | 26,74 | 3     |
| Fratelli d'Italia-Pontedera Sicura | Matteo Bagnoli Accede al ballottaggio  | 5.788                       | 38,47 | 1.233                  | 8,44   | 1     |       |
| Forza Italia                       | Matteo Bagnoli Accede al ballottaggio  | 5.788                       | 38,47 | 454                    | 3,11   | -     |       |
| Seggio al candidato sindaco        | Seggio al candidato sindaco            | Seggio al candidato sindaco | 38,47 | 1                      |        |       |       |
|                                    | Fabiola Toncelli                       | 1.704                       | 11,32 | Movimento 5 Stelle     | 1.670  | 11,43 | 1     |
|                                    | Ilicia Di Ienno                        | 250                         | 1,66  | Rifondazione Comunista | 254    | 1,74  | -     |
|                                    | Simone Turini                          | 194                         | 1,29  | Nel Cuore di Pontedera | 187    | 1,28  | -     |
| Totale                             | Totale                                 | 15.047                      | 100   |                        | 14.617 | 100   | 16    |

### San Giuliano Terme
| Candidati                   | Candidati                   | Voti                        | %     | Liste                            | Voti   | %     | Seggi |
| --------------------------- | --------------------------- | --------------------------- | ----- | -------------------------------- | ------ | ----- | ----- |
|                             | Sergio Di Maio ✔️ Sindaco   | 9.537                       | 54,05 | Partito Democratico              | 5.949  | 34,26 | 11    |
| San Giuliano Terme Futura   | Sergio Di Maio ✔️ Sindaco   | 9.537                       | 54,05 | 1.588                            | 9,14   | 2     |       |
| Sinistra Unita              | Sergio Di Maio ✔️ Sindaco   | 9.537                       | 54,05 | 1.392                            | 8,02   | 2     |       |
| Democratici Riformisti      | Sergio Di Maio ✔️ Sindaco   | 9.537                       | 54,05 | 430                              | 2,48   | -     |       |
|                             | Antonio Casucci             | 5.410                       | 30,66 | Lega                             | 4.218  | 24,29 | 6     |
| Fratelli d'Italia           | Antonio Casucci             | 5.410                       | 30,66 | 602                              | 3,47   | -     |       |
| Forza Italia                | Antonio Casucci             | 5.410                       | 30,66 | 555                              | 3,20   | -     |       |
| Seggio al candidato sindaco | Seggio al candidato sindaco | Seggio al candidato sindaco | 30,66 | 1                                |        |       |       |
|                             | Luigi Vitiello              | 1.625                       | 9,21  | Movimento 5 Stelle               | 1.608  | 9,26  | 2     |
|                             | Elisabetta Mazzarri         | 723                         | 4,10  | Cittadini per San Giuliano Terme | 369    | 2,12  | -     |
| + San Giuliano Terme        | Elisabetta Mazzarri         | 723                         | 4,10  | 316                              | 1,82   | -     |       |
|                             | Marcello Masini             | 350                         | 1,98  | Il Comune fra la Gente           | 339    | 1,95  | -     |
| Totale                      | Totale                      | 17.645                      | 100   |                                  | 17.366 | 100   | 24    |

### San Miniato
| Candidati                   | Candidati                             | Voti                        | %     | Liste               | Voti   | %     | Seggi |
| --------------------------- | ------------------------------------- | --------------------------- | ----- | ------------------- | ------ | ----- | ----- |
|                             | Simone Gigloli Accede al ballottaggio | 7.006                       | 45,86 | Partito Democratico | 5.607  | 37,81 | 8     |
| Uniti si Può                | Simone Gigloli Accede al ballottaggio | 7.006                       | 45,86 | 649                 | 4,38   | 1     |       |
| Riformisti per San Miniato  | Simone Gigloli Accede al ballottaggio | 7.006                       | 45,86 | 635                 | 4,28   | 1     |       |
|                             | Michele Altini Accede al ballottaggio | 4.865                       | 31,85 | Lega                | 3.922  | 26,45 | 3     |
| Forza Italia                | Michele Altini Accede al ballottaggio | 4.865                       | 31,85 | 858                 | 5,79   | -     |       |
| Seggio al candidato sindaco | Seggio al candidato sindaco           | Seggio al candidato sindaco | 31,85 | 1                   |        |       |       |
|                             | Manola Guazzini                       | 3.406                       | 22,29 | Cambiamenti         | 2.560  | 17,26 | 1     |
| Attivamente                 | Manola Guazzini                       | 3.406                       | 22,29 | 597                 | 4,03   | -     |       |
| Seggio al candidato sindaco | Seggio al candidato sindaco           | Seggio al candidato sindaco | 22,29 | 1                   |        |       |       |
| Totale                      | Totale                                | 15.277                      | 100   |                     | 14.828 | 100   | 16    |

## Pistoia

### Monsummano Terme
| Candidati                         | Candidati                               | Voti                        | %     | Liste                           | Voti   | %     | Seggi |
| --------------------------------- | --------------------------------------- | --------------------------- | ----- | ------------------------------- | ------ | ----- | ----- |
|                                   | Simona De Caro Accede al ballottaggio   | 4.300                       | 39,23 | Partito Democratico             | 3.165  | 30,57 | 8     |
| Cambia Passo                      | Simona De Caro Accede al ballottaggio   | 4.300                       | 39,23 | 473                             | 4,57   | 1     |       |
| Lista Insieme per De Caro Sindaco | Simona De Caro Accede al ballottaggio   | 4.300                       | 39,23 | 445                             | 4,30   | 1     |       |
|                                   | Giuseppe Mignano Accede al ballottaggio | 2.646                       | 24,14 | Giuseppe Mignano Sindaco per Te | 850    | 8,21  | 1     |
| Monsummano che Vogliamo           | Giuseppe Mignano Accede al ballottaggio | 2.646                       | 24,14 | 680                             | 6,57   | -     |       |
| Giuseppe Mignano con Cintolese    | Giuseppe Mignano Accede al ballottaggio | 2.646                       | 24,14 | 509                             | 4,92   | -     |       |
| Noi Giovani per il Futuro         | Giuseppe Mignano Accede al ballottaggio | 2.646                       | 24,14 | 299                             | 2,89   | -     |       |
| Seggio al candidato sindaco       | Seggio al candidato sindaco             | Seggio al candidato sindaco | 24,14 | 1                               |        |       |       |
|                                   | Michele Moceri                          | 2.525                       | 23,04 | Lega                            | 1.708  | 16,50 | 2     |
| Fratelli d'Italia                 | Michele Moceri                          | 2.525                       | 23,04 | 419                             | 4,05   | -     |       |
| Forza Italia                      | Michele Moceri                          | 2.525                       | 23,04 | 372                             | 3,59   | -     |       |
| Seggio al candidato sindaco       | Seggio al candidato sindaco             | Seggio al candidato sindaco | 23,04 | 1                               |        |       |       |
|                                   | Alberto Natali                          | 1.260                       | 11,50 | Movimento 5 Stelle              | 1.211  | 11,70 | 1     |
|                                   | Andrea Buonamici                        | 230                         | 2,10  | CasaPound                       | 223    | 2,15  | -     |
| Totale                            | Totale                                  | 10.961                      | 100   |                                 | 10.354 | 100   | 16    |

### Montecatini Terme
| Candidati                       | Candidati                   | Voti                        | %     | Liste               | Voti  | %     | Seggi |
| ------------------------------- | --------------------------- | --------------------------- | ----- | ------------------- | ----- | ----- | ----- |
|                                 | Luca Baroncini ✔️ Sindaco   | 5.812                       | 57,80 | Lega                | 3.008 | 31,59 | 6     |
| Forza Italia                    | Luca Baroncini ✔️ Sindaco   | 5.812                       | 57,80 | 1.479               | 15,53 | 3     |       |
| Fratelli d'Italia               | Luca Baroncini ✔️ Sindaco   | 5.812                       | 57,80 | 940                 | 9,87  | 1     |       |
|                                 | Ennio Rucco                 | 3.233                       | 32,15 | Partito Democratico | 2.602 | 27,33 | 4     |
| Montecatinesì per Rucco Sindaco | Ennio Rucco                 | 3.233                       | 32,15 | 538                 | 5,65  | -     |       |
| Seggio al candidato sindaco     | Seggio al candidato sindaco | Seggio al candidato sindaco | 32,15 | 1                   |       |       |       |
|                                 | Simone Magnani              | 1.011                       | 10,05 | Movimento 5 Stelle  | 955   | 10,03 | 1     |
| Totale                          | Totale                      | 10.056                      | 100   |                     | 9.522 | 100   | 16    |

## Prato

### Prato
| Candidati                   | Candidati                             | Voti                        | %     | Liste                         | Voti   | %     | Seggi |
| --------------------------- | ------------------------------------- | --------------------------- | ----- | ----------------------------- | ------ | ----- | ----- |
|                             | Matteo Biffoni Accede al ballottaggio | 42.316                      | 47,16 | Partito Democratico           | 27.389 | 31,70 | 14    |
| Biffoni Sindaco             | Matteo Biffoni Accede al ballottaggio | 42.316                      | 47,16 | 7.493                         | 8,67   | 4     |       |
| Lo Sport per Prato          | Matteo Biffoni Accede al ballottaggio | 42.316                      | 47,16 | 2.089                         | 2,42   | 1     |       |
| Democrazia Solidale         | Matteo Biffoni Accede al ballottaggio | 42.316                      | 47,16 | 1.839                         | 2,13   | 1     |       |
| +Europa                     | Matteo Biffoni Accede al ballottaggio | 42.316                      | 47,16 | 1.515                         | 1,75   | -     |       |
|                             | Daniele Spada Accede al ballottaggio  | 31.511                      | 35,12 | Lega                          | 19.733 | 22,84 | 6     |
| Fratelli d'Italia           | Daniele Spada Accede al ballottaggio  | 31.511                      | 35,12 | 4.422                         | 5,12   | 1     |       |
| Daniele Spada Sindaco       | Daniele Spada Accede al ballottaggio  | 31.511                      | 35,12 | 3.448                         | 3,99   | 1     |       |
| Forza Italia                | Daniele Spada Accede al ballottaggio  | 31.511                      | 35,12 | 3.181                         | 3,68   | -     |       |
| Seggio al candidato sindaco | Seggio al candidato sindaco           | Seggio al candidato sindaco | 35,12 | 1                             |        |       |       |
|                             | Carmine Maioriello                    | 6.491                       | 7,23  | Movimento 5 Stelle            | 6.440  | 7,45  | 2     |
|                             | Marilena Garnier                      | 3.820                       | 4,26  | Per Prato - Garnier Sindaco   | 2.729  | 3,16  | -     |
| Cittadini Pratesi           | Marilena Garnier                      | 3.820                       | 4,26  | 720                           | 0,83   | -     |       |
| Seggio al candidato sindaco | Seggio al candidato sindaco           | Seggio al candidato sindaco | 4,26  | 1                             |        |       |       |
|                             | Aldo Milone                           | 2.809                       | 3,13  | Prato Libera e Sicura         | 2.638  | 3,05  | -     |
|                             | Emilio Paradiso                       | 1.176                       | 1,31  | Lega Toscana                  | 1.152  | 1,33  | -     |
|                             | Roberto Lido Daghini                  | 866                         | 0,97  | Comunisti Pratesi (PRC - PCI) | 864    | 1,00  | -     |
|                             | Mirco Rocchi                          | 745                         | 0,83  | Prato in Comune               | 750    | 0,87  | -     |
| Totale                      | Totale                                | 89.734                      | 100   |                               | 86.904 | 100   | 32    |

Ballottaggio
| Candidati | Candidati                 | Voti   | %     |
| --------- | ------------------------- | ------ | ----- |
|           | Matteo Biffoni ✔️ Sindaco | 42.199 | 56,12 |
|           | Daniele Spada             | 32.992 | 43,88 |
| Totale    | Totale                    | 75.191 |       |

## Siena

### Colle di Val d'Elsa
| Candidati                   | Candidati                                | Voti                        | %     | Liste                    | Voti   | %     | Seggi |
| --------------------------- | ---------------------------------------- | --------------------------- | ----- | ------------------------ | ------ | ----- | ----- |
|                             | Alessandro Donati Accede al ballottaggio | 5.255                       | 38,78 | Partito Democratico      | 2.521  | 22,60 | 6     |
| Colle in Comune             | Alessandro Donati Accede al ballottaggio | 5.255                       | 38,78 | 1.195                    | 10,71  | 3     |       |
| Sinistra per Colle          | Alessandro Donati Accede al ballottaggio | 5.255                       | 38,78 | 629                      | 5,64   | 1     |       |
|                             | Angela Bargi Accede al ballottaggio      | 2.673                       | 22,97 | Lega                     | 1.683  | 15,09 | 1     |
| Siamo Colle                 | Angela Bargi Accede al ballottaggio      | 2.673                       | 22,97 | 897                      | 8,04   | -     |       |
| Seggio al candidato sindaco | Seggio al candidato sindaco              | Seggio al candidato sindaco | 22,97 | 1                        |        |       |       |
|                             | Lodovico Andreucci                       | 2.156                       | 18,53 | Su per Colle             | 1.581  | 14,17 | 1     |
| Colle Civica                | Lodovico Andreucci                       | 2.156                       | 18,53 | 406                      | 3,64   | -     |       |
| Seggio al candidato sindaco | Seggio al candidato sindaco              | Seggio al candidato sindaco | 18,53 | 1                        |        |       |       |
|                             | Monica Sottili                           | 1.418                       | 12,19 | Movimento 5 Stelle       | 1.378  | 12,35 | 1     |
|                             | Francesco Di Gennaro                     | 877                         | 7,54  | Io Cambio Insieme si Può | 864    | 7,75  | 1     |
| Totale                      | Totale                                   | 11.636                      | 100   |                          | 11.154 | 100   | 16    |

### Poggibonsi
| Candidati                       | Candidati                   | Voti                        | %     | Liste                   | Voti  | %     | Seggi |
| ------------------------------- | --------------------------- | --------------------------- | ----- | ----------------------- | ----- | ----- | ----- |
|                                 | David Bussagli ✔️ Sindaco   | 9.170                       | 59,30 | Partito Democratico     | 6.361 | 42,04 | 7     |
| Vivacittà                       | David Bussagli ✔️ Sindaco   | 9.170                       | 59,30 | 1.682                   | 11,12 | 2     |       |
| Poggibonsi Più                  | David Bussagli ✔️ Sindaco   | 9.170                       | 59,30 | 920                     | 6,08  | 1     |       |
|                                 | Riccardo Galligani          | 4.088                       | 26,44 | Lega                    | 3.251 | 21,49 | 3     |
| Fratelli d'Italia               | Riccardo Galligani          | 4.088                       | 26,44 | 428                     | 2,83  | -     |       |
| Forza Italia                    | Riccardo Galligani          | 4.088                       | 26,44 | 343                     | 2,27  | -     |       |
| Seggio al candidato sindaco     | Seggio al candidato sindaco | Seggio al candidato sindaco | 26,44 | 1                       |       |       |       |
|                                 | Simone De Santi             | 1.703                       | 11,01 | Insieme                 | 1.161 | 7,67  | 1     |
| Lista civica Bellavista Staggia | Simone De Santi             | 1.703                       | 11,01 | 485                     | 3,21  | -     |       |
| Seggio al candidato sindaco     | Seggio al candidato sindaco | Seggio al candidato sindaco | 11,01 | 1                       |       |       |       |
|                                 | Roberto Fondelli            | 502                         | 3,25  | Sinistra per Poggibonsi | 500   | 3,30  | -     |
| Totale                          | Totale                      | 15.463                      | 100   |                         | 5.131 | 100   | 16    |